# Greenwashing

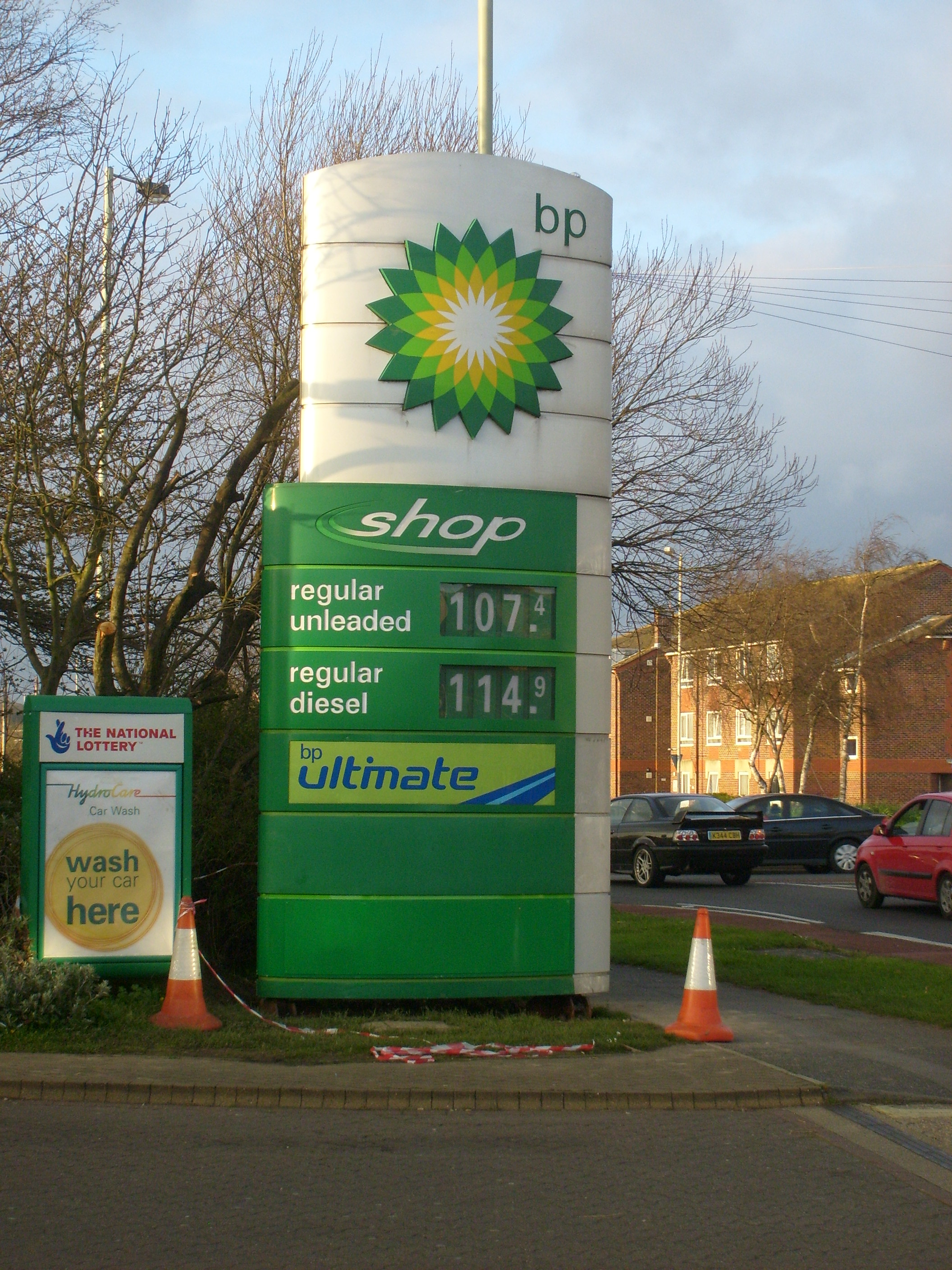
BP folosește culoarea verde și o floare stilizată în logo-ul său, produsele și stațiile sale de servicii. Având în vedere că companiile din sectorul petrolifer au un impact semnificativ asupra mediului înconjurător, practica lor publicitară poate fi considerată greenwashing.

Greenwashing (din engleză, „green”, verde, și „whitewash”, a vărui sau a acoperi) este o formă de propagandă în care se folosesc discursuri ecologiste în mod înșelător pentru a promova percepția că produsele, obiectivele sau politicile unei organizații sunt prietenoase cu mediul înconjurător.
De multe ori, există dovezi că o organizație practică greenwashing atunci când se observă diferențe semnificative în cheltuieli: când se investește semnificativ mai multă bani în promovarea caracterului ecologist decât în practici cu adevărat ecologice.
Eforturile de ecoblanchiment variază de la schimbarea numelui sau etichetei unui produs pentru a evoca mediul natural, fără a se schimba impactul său asupra mediului sau asupra sănătății, până la campanii publicitare multimilionare care prezintă companii cu un impact semnificativ asupra mediului ca fiind respectuoase față de natură.
Deși greenwashingul nu este o practică nouă, utilizarea sa a crescut în ultimii ani pentru a satisface cererea consumatorilor care caută produse și servicii prietenoase cu mediul, exacerbând problema din cauza lipsei de reglementare adecvată.
Criticile sugerează că creșterea greenwashingului, asociată cu o reglementare ineficace, contribuie la scepticismul consumatorilor în ceea ce privește activismul ecologist și reduce puterea consumatorului de a îndruma companiile către soluții cu adevărat prietenoase cu mediul în procesele de producție, distribuție sau comercializare.
Multe companii folosesc greenwashingul ca o modalitate de a îmbunătăți percepția publică despre marca lor. Divulgarea informațiilor de către companii este făcută în mod tendențios pentru a maximiza percepția de legitimitate. Cu toate acestea, există un număr tot mai mare de audituri sociale și de mediu care iau poziție și dezvăluie înșelăciunile în absența supravegherii și verificării publice externe.